# Церемониальный альбом

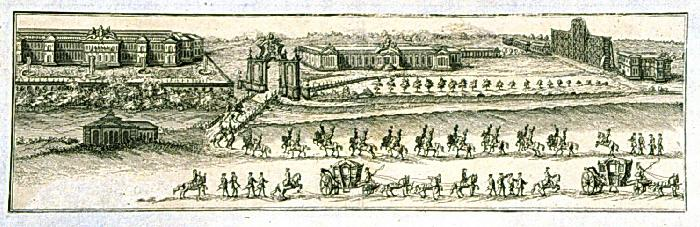
Гравюра из Коронационного альбома Елизаветы Петровны

Церемониа́льный альбо́м — иллюстрированное издание большого формата, посвящённое коронации русского монарха.

## Коронация монарха
Формально коронация представляла собой процедуру принятия монархом символов принадлежащей ему власти. Фактически она являлась торжественным актом закрепления территориальной целостности государства, его политической независимости и единства нации.
В русской традиции акт Священного коронования, помимо этого, был ещё и важнейшим сакральным обрядом, утверждавшим божественность царской власти. В процессе коронования совершалось церковное таинство помазания на царство, после которого монарх считался «помазанником Божьим», наместником Бога на земле.

## История изданий
История коронационных альбомов начинается с упоминаний о первых «постановлениях на великое княжение» на страницах древнерусских летописей. Активное развитие книгоиздательского дела в Петровскую эпоху обусловило появление целого комплекса коронационных изданий — роскошно иллюстрированных описаний церемоний, оформленных лучшими художниками и типографами своего времени. Эта тенденция получила развитие и в XIX веке.
Содержание и оформление изданий, посвященных коронационным торжествам, за почти два столетия претерпели значительные изменения, что было обусловлено развитием книгоиздательской базы, увеличением читательской аудитории и, как следствие, изменением читательского и целевого назначения самих изданий.
Церемониальные альбомы российских императоров из дома Романовых делятся на «Коронационные альбомы российских императоров» и «Погребальные альбомы российских императоров». 

## Список коронационных альбомов
- Коронационный альбом Михаила Федоровича (иллюминированная рукопись): «Книга об избрании на царство великого государя, царя и великого князя Михаила Федоровича».
- Екатерина I: «Описание Коронации Её Величества Императрицы Екатерины Алексеевны, торжественно отправленной, в царствующем граде Москве, 7 Мая 1724 г. Печатано в Санкт-Петербурге при Сенате, 1724 году. Сентября 5 дня. А в Москве против того ж января в 30 день, 1725 году». 25 страниц.
- Петр II: описание коронации издано скромно, иллюстрированного коронационного альбома нет. «Реляция о торжественном шествии Его Величества Петра Второго Всемилостивейшего нашего Императора и Государя, каким образом Его Величество 25 дня февраля сего 1728 года из своих императорских палат в соборную церковь с великою магнифиценциею идти изволил и с обыкновенными церемониями государственною короною коронован. Печатано в Типографии при Академии Наук Марта 3 дня 1728 года». Брошюра в 4 страницы
- Анна Иоанновна: Коронационный альбом Анны Иоановны: «Описание коронации её величества императрицы и самодержицы всероссийской Анны Иоанновны, торжественно отправленной в царствующем граде Москве, в апреле 1730 г.». 46 страниц
- Елизавета Петровна: Коронационный альбом Елизаветы Петровны: «Обстоятельное описание Торжественных Порядков благополучного вшествия в царствующий град Москву и священнейшаго коронования Ея Августейшаго Императорскаго Величества Всепресветлейшия Державнейшия Великия Государыни Императрицы Елисавет Петровны Самодержицы Всероссийской, еже бысть вшествие 28 февраля, коронование 25 апреля 1742 года». 168 страниц
- Екатерина II: «Обстоятельное описание торжественных порядков благополучного вшествия в Императорскую древнюю резиденцию, Богоспасаемый град Москву и священнейшего коронования Её Августейшего Величества всепресветлейшие державнейшие великие Государыни Императрицы Екатерины вторая, самодержицы Всероссийские, матери и избавительницы Отечества; еже происходило вшествие 13, коронование 22 сентября 1762 года». Готовившееся в течение почти 30 лет «Описание…» так и не было закончено из-за недовольства императрицы качеством иллюстраций.[1]
- Павел I: описание коронации издано скромно, иллюстрированного коронационного альбома нет. «В. П. Петров. Торжественное венчание и миропомазание на царство Его Императорского Величества Павла Первого, Самодержца Всероссийского и супруги его, Её Императорского Величества благоверной Тосударыни Марии Федоровны, совершившееся в царствующем граде Москве, в соборе Успения Пресвятой Богоматери, 1797 года, апреля 5 дня». — М., 1798. — 26 с.
- Александр I: описание коронации издано скромно, иллюстрированного коронационного альбома нет. «Церемония торжественного вшествия в царствующий град Москву и коронации Государя Императора Александра I». — М., [ 1801]. — 23 с.
- Николай I: Коронационный альбом Николая I — «Виды наиболее интересных церемоний коронования их императорских величеств императора Николая I и императрицы Александры в Москве»,
- Александр II: Коронационный альбом Александра II: «Описание священнейшего коронования их императорских величеств государя императора Александра Второго и государыни императрицы Марии Александровны всея России»
- Александр III: «Описание священного коронования их императорских величеств императора Александра III и государыни императрицы Марии Феодоровны»;
- Николай II: «Коронационный сборник 14 мая 1896 года: С соизволения его императорского величества государя императора»[2]

### Погребальные альбомы
Последние представлены только двумя альбомами погребения императоров Александра I и Николая I, а также почти нигде не доступной официальной книгой (in-folio) — «Описание порядка, держанного при погребении блаженной высокославной и высокодостойной памяти всепресветлейшего державнейшего Петра Великого, Императора и Самодержца Всероссийского и блаженной памяти Ея Императорского Высочества Государыни Цесаревны Натальи Петровны», изданных в XVIII—XIX веках.

## Содержание и оформление
Коронационные альбомы первой половины XVIII века представляют собой крупноформатные книги, выпускавшиеся государственными учреждениями Москвы и Санкт-Петербурга, которые содержали подробное описание коронационного церемониала.
Выпущенный очень ограниченным тиражом альбом было принято дарить членам русской императорской фамилии, а также членам правящих династий дружественных Российской империи держав. В связи с этим некоторые экземпляры альбома издавались на иностранных языках.
Церемония священного коронования призвана была поразить представителей иностранных держав и депутаций роскошью и блеском; богатство оформления коронационного альбома служило той же цели. Над созданием иллюстраций к альбомам работали известнейшие художники (И. Крамской, В. Верещагин, В. Суриков, И. Репин, В. Серов, В. Васнецов) и граверы (Х. Вортман, Я. Штелин, И. Соколов, Г. Качалов).
Яркими примерами произведений искусства книгоиздания своего времени являются альбомы, посвящённые торжествам в честь вступления на престол Михаила Федоровича, Анны Иоанновны, Елизаветы Петровны, Екатерины II, Александра II, Александра III и Николая II.
Во второй половине XIX века наряду с дорогими памятными подарочными изданиями крупного формата в роскошных переплетах активно начинают выпускаться коронационные сборники, ориентированные на самые разные слои населения.
Сегодня церемониальные альбомы представляют собой книжные памятники национального значения.

## Переиздания
В 2006—2009 годах в Санкт-Петербурге были выпущены репринтные и факсимильные переиздания большинства альбомов